# Henrik Kjellsson
Henrik Kjellsson, född 1992, är en svensk bandyspelare som spelar för VSK Bandy. Henrik Kjellsson är uppväxt i Västerås och har VSK Bandy som moderklubb. Han vann säsongen 2014/15 SM-guld med VSK Bandy i en match där Sandviken avfärdades med 6-4 inför 15 877 åskådare på Tele 2 Arena i Stockholm.
Målvakten lämnade moderklubben inför säsongen 2015/16 i en övergång som tog honom till Uppsalalaget IK Sirius. Efter tre säsongen återvände Henrik Kjellsson till VSK Bandy i april 2018. I målvaktens första match i VSK-tröjan efter återkomsten till Västerås åkte han på ett matchstraff, i spelminut 30, efter att ha spelat i fel tröjnummer. VSK vann, trots det röda kortet, matchen mot Vänersborg med 8-3 i ABB Arena.
Under säsongen 2018/19 spelade Kjellsson i alla VSK:s matcher i Elitserien. Kjellssons VSK gick i slutspelet hela vägen till final, där Villa Lidköping vann mot VSK med 8-4 på Studenternas.

## Meriter
SM-guld i Bandy: 2015, 2023